# Обмежене партнерство
Обмежене партнерство (LP) — це форма партнерства (товариства), подібна до повного товариства, за винятком того, що, у той час як у повного товариства повинно бути щонайменше два генеральних (повних) партнери, в обмеженого товариства повинен бути щонайменше один генеральний (повний) партнер та один обмежений партнер.
Генеральні партнери в усіх основних аспектах перебувають у тій же юридичній позиції, що і партнери у звичайній фірмі: вони мають управлінський контроль, ділять право користування майном партнерства, діляться прибутками фірми у визначених пропорціях та несуть солідарну відповідальність за борги товариства.   
Неможливо бути водночас генеральним і обмеженим партнером.   
Обмежені партнери:
- Вносять кошти або майно у бізнес при його створенні
- Несуть відповідальність тільки за борги в межах суми, яку вони внесли. Генеральні партнери ж, у свою чергу, несуть відповідальність за будь-які борги, які бізнес не може оплатити.
- Не можуть управляти бізнесом, на відміну від генеральних партнерів, які контролюють і управляють бізнесом, а також приймають остаточні рішення щодо бізнесу.
- Не можуть видалити свій початковий внесок
- Повинні зареєструватися в HMRC для оплати податків.